# Crinitzer Wasser und Teiche im Kirchberger Granitgebiet
Crinitzer Wasser und Teiche im Kirchberger Granitgebiet este o arie protejată (arie specială de conservare — SAC, sit de importanță comunitară — SCI) din Germania întinsă pe o suprafață de 202 ha, integral pe uscat.

## Localizare
Centrul sitului Crinitzer Wasser und Teiche im Kirchberger Granitgebiet este situat la coordonatele 50°37′17″N 12°29′53″E / 50.6214°N 12.4981°E.

## Înființare
Situl Crinitzer Wasser und Teiche im Kirchberger Granitgebiet a fost declarat sit de importanță comunitară în iunie 2002 pentru a proteja 3 specii de animale. Situl a fost protejat și ca arie specială de conservare în aprilie 2011.

## Biodiversitate
Situată în ecoregiunea continentală, aria protejată conține 7 habitate naturale: Lacuri eutrofice naturale cu vegetație de tip Magnopotamion sau Hydrocharition, Cursuri de apă de la nivel de câmpie la nivel montan, cu vegetație Ranunculion fluitantis și Callitricho-Batrachion, Liziere de ierburi înalte hidrofile de câmpie și de nivel montan până la alpin, Fânețe de joasă altitudine (Alopecurus pratensis, Sanguisorba officinalis), Mlaștini turboase de tranziție și turbării mișcătoare, Mlaștini împădurite, Păduri aluvionare cu Alnus glutinosa și Fraxinus excelsior (Alno-Padion, Alnion incanae, Salicion albae).
La baza desemnării sitului se află mai multe specii protejate:
- amfibieni (1): triton cu creastă (Triturus cristatus)
- pești (2): zglăvoacă (Cottus gobio), cicar (Lampetra planeri)